# Marie-Guite Dufay
Marie-Marguerite Dufay, född 21 maj 1949 i Paris, är en fransk politiker som sedan 2016 är ordförande för Bourgogne-Franche-Comtés regionstyrelse. Hon tillhör Socialistiska partiet.
Dufays valdes in Besançons kommunstyrelse år 1989 och gick med i Socialistiska partiet fyra år senare. År 2004 valdes hon in i Franche-Comtés regionstyrelse. Efter att regionstyrelsens dåvarande ordförande Raymond Forni avled i januari 2008 blev hon tillförordnad ordförande innan hon snart valdes till ordinarie. När Franche-Comté uppgick i den nya storregionen Bourgogne-Franche-Comté valdes Dufay som regionstyrelsens ordförande även i denna region.